# Better Days Comin'
Better Days Comin'  es el sexto álbum de estudio de la banda estadounidense de heavy metal Winger.

## Lista de canciones
Todas las canciones escritas y compuestas por Kip Winger & Reb Beach. 
| N.º | Título                              | Escritor(es)               | Duración |  |
| 1.  | «Midnight Driver of a Love Machine» |                            | 4:14     |  |
| 2.  | «Queen Babylon»                     |                            | 4:31     |  |
| 3.  | «Rat Race»                          |                            | 3:36     |  |
| 4.  | «Better Days Comin'»                |                            | 3:31     |  |
| 5.  | «Tin Soldier»                       |                            | 3:49     |  |
| 6.  | «Ever Wonder»                       | Winger                     | 6:52     |  |
| 7.  | «So Long China»                     | Beach / John Roth / Winger | 4:17     |  |
| 8.  | «Storm in Me»                       | Beach / Roth / Winger      | 4:42     |  |
| 9.  | «Be Who You Are Now»                | Roth / Winger              | 5:11     |  |
| 10. | «Out of This World»                 |                            | 6:37     |  |

| Bonus tracks de la edición japonesa |                                     |              |          |  |
| N.º                                 | Título                              | Escritor(es) | Duración |  |
| 11.                                 | «Another Beautiful Day»             |              | 3:14     |  |
| 12.                                 | «Better Days Comin'» (Stoner remix) |              | 5:36     |  |

## Videoclips oficiales
- Midnight Driver Of A Love Machine
- Rat Race
- Tin Soldier
- Better Days Comin'
- Queen Babylon

## Grabación
- Kip Winger – bajo, voz principal, teclado
- Reb Beach – guitarra líder, voz secundaria
- Rod Morgenstein – batería
- John Roth – guitarra rítmica, voz secundaria